# Robert Adam
Robert Adam, född 3 juli 1728 i Kirkcaldy i Skottland, död 3 mars 1792 i London, var en av sin tids främsta brittiska arkitekter.

## Biografi
Adams nyskapande stil kom att starkt påverka bland annat engelsk interiörkonst. Han utvecklade också metoder för bygge av gator och skapade en egen stil för slott.
Robert Adam var son till den skotske arkitekten William Adam. Av sina sju syskon kom John (1721–1792) och James (1734–1794) att aktivt arbeta med honom. Kort efter Roberts födelse flyttade familjen Adam till Edinburgh. Robert studerade vid universitetet i Edinburgh 1743–1745. Han arbetade därefter som praktikant och assistent för fadern.
När fadern William Adam dog 1748 övertogs hans funktioner av äldste sonen John, som sedan inledde partnerskap med Robert. Bland uppdragen märks Fort George vid Moray Firth i Inverness och utsmyckningen av interiören i den furstliga residensen Hopetoun House.
1755–1757 reste Robert till Italien. Under vistelsen i Rom kom han i kontakt med de senaste arkitektoniska teorierna och fick handledning i bland annat ritning av den franska arkitekten Charles-Louis Clérisseau. Vid ett studiebesök i Split i Kroatien samlade han material till sin och brodern James' bok om ruinerna av den diocletianska palatsen, The ruins of emperor Diocletian's at Spalato som utgavs 1764.
Robert Adam gick efter sin återkomst från Italien 1758 i tjänst som arkitekt i London och blev snabbt berömd. Han utvecklade Adamstilen som kännetecknas av nyklassiska element. 1760 formgav han kolonnerna till Admiralty i Whitehall. Efter att ha fått tjänst hos kungahuset 1761 svarade han för inredningen av många hem i bl.a. Yorkshire och Worcestershire. 1762–1769 var han sysselsatt med att förfina insidan på Syon House i Middlesex. 1772–1774 kombinerade Adam jonisk och dorisk stil för sin gestaltning av byggnaden för Royal Society of Arts i London.
Hans bror James blev hans kompanjon 1763. I sökandet efter större projekt arrenderade de två bröderna ett landområde för bostadsbebyggelse.
Det så kallade Adelphiprojektet, utfört 1768–1773 hade ett flertal radhus byggda i Adamsstilen, men blev i övrigt en dålig affär. 1773 gjorde bröderna ett nytt försök genom att skapa radhus med stuckaturer, men även denna affär misslyckades.
Tre byggnader byggda i London på 1770-talet förebådar Adams mogna stil. Från 1780-talet kom Adams berömmelse att alltmer minska. I tre böcker (utgivna 1773, 1779 och 1822) beskrev han sina skapelser. Adam gestaltade ett antal slott i nygotisk-romantisk stil, daterade från 1780-talet. Bland andra verk kan nämnas Register House och Lansdowne house i London, universitetsbyggnaden och Sankt Georgskyrkan i Edinburgh,, Osterley Park House (1761–1780), Keddleston hall vid Derby (1760–1771) där han även lade stor vikt vid inredningen.

## Utmärkelser
Asteroiden 6461 Adam är uppkallad efter honom.